# Idioma hebreo
El idioma hebreo (עִבְרִית, ivrítⓘ) es una lengua semítica de la familia afroasiática hablada, escrita y leída por más de ocho millones de personas en Israel y por las comunidades de la diáspora judía extendida en más de 80 países.
Desde la Antigüedad, el hebreo es la lengua escrita, litúrgica y de oración empleada por el judaísmo, donde funciona como lengua sacra; consecuentemente allí se la denomina לשון הקודש (lashón ha-Kódesh, ‘lengua de lo sagrado’). Según la tradición judía, el hebreo habría sido la lengua escogida por Dios para transmitir su mensaje a la humanidad, por eso sus hipocorísticos.
A pesar de no haber sido hablada permanentemente a lo largo de sus más de tres milenios de existencia, el hebreo se mantiene como un importante elemento común y de cohesión en lo que concierne a las diferentes comunidades judías alrededor del mundo.
El hebreo moderno es el idioma oficial del Estado de Israel.

## Filiación lingüística

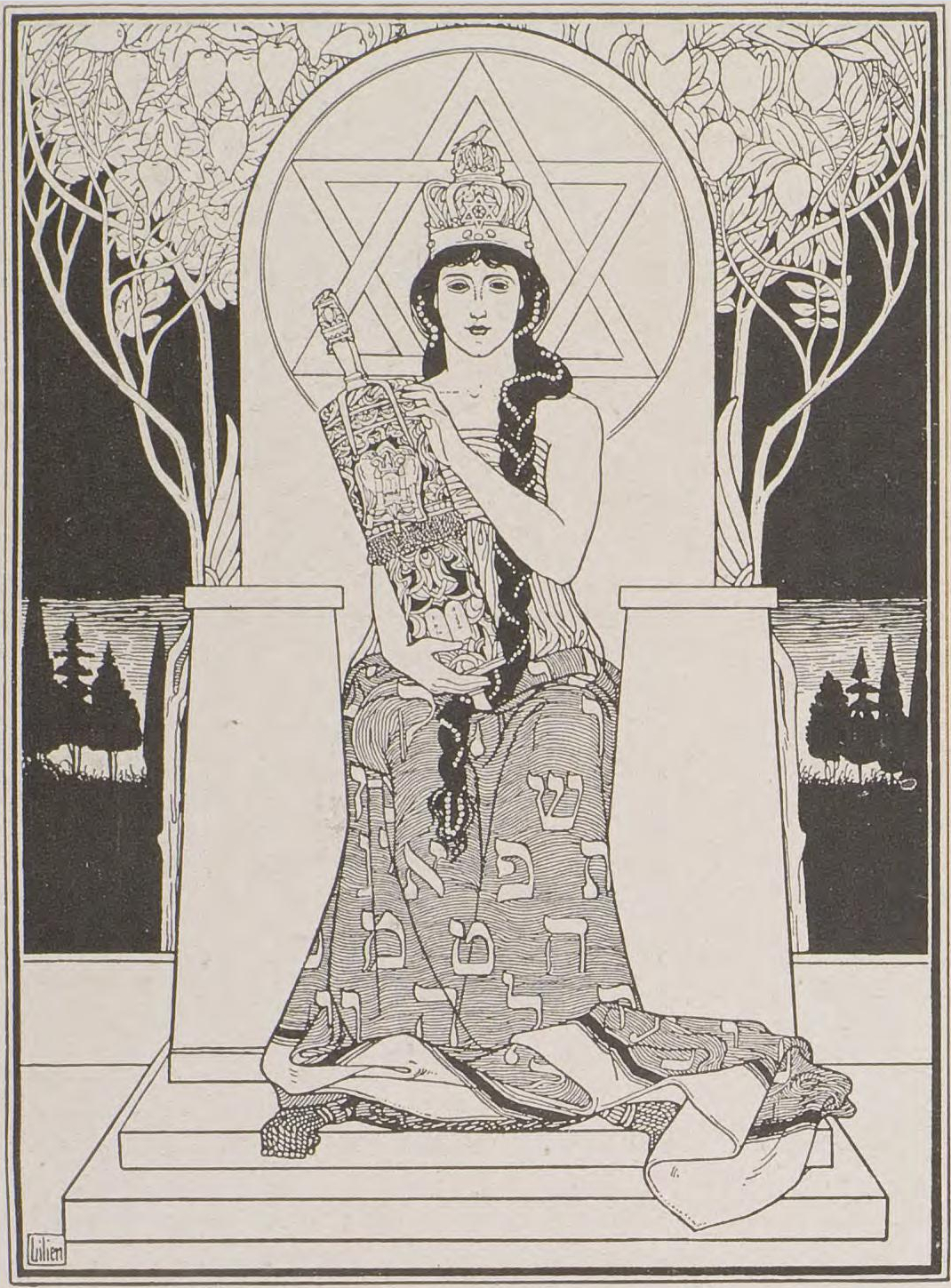
La principal fuente del acervo hebreo es la Torá, preservada en esta estampa de Lilien por La reina del Shabat, en cuyo vestido figuran los caracteres empleados por el idioma hebreo.

El hebreo pertenece al grupo noroccidental de las lenguas semíticas y al subgrupo cananeo. Dicho subgrupo incluye también al fenicio-púnico, al moabita y al amonita. Al otro subgrupo de las lenguas semíticas noroccidentales pertenece el arameo, cuyas similitudes con el hebreo y el fenicio son sumamente evidentes. Posiblemente algunas variedades de fenicio y algunas de hebreo fueran mutuamente inteligibles en un alto grado.
La palabra hebreo (ivrît) no fue usada en la lengua hasta el período asirio. En la Biblia se menciona «la lengua de Canaán» en Isaías 19:18. Pero en II Reyes 18: 26, 28 hay una referencia específica a la lengua hebrew (mencionada en el texto sagrado como yehûdît, a saber, «lengua judía» o «lengua de Judea») durante el período asirio. El Libro de Nehemías también recuerda que los jerosolimitanos hablaban yehûdît. El Libro de Isaías y el Segundo Libro de Crónicas se refieren al hebreo como «la lengua de Judá».
La similitud entre el hebreo bíblico y el fenicio, así como también de algunas palabras cananeas que aparecen en las cartas de Amarna desde el siglo XIV a. C., demuestra que la lengua de los israelitas no difería mucho de la de los cananeos. Varias características son comunes al hebreo y el cananeo. Las palabras en Deuteronomio 26:5, «un arameo a punto de perecer fue mi padre» acaso sugieran que algunos ancestros de los israelitas hablaban arameo y que luego adoptaron la lengua de los cananeos, a la que más tarde se conocería como hebreo. Sin embargo, no está claro si ese pasaje transmite información sobre historia lingüística.
Con todo, las afinidades del hebreo con la lengua cananea podrían ser explicadas sobre la hipótesis de que los israelitas y sus ancestros ya hablaban una lengua fuertemente relacionada con aquella de los cananeos.

## Historia

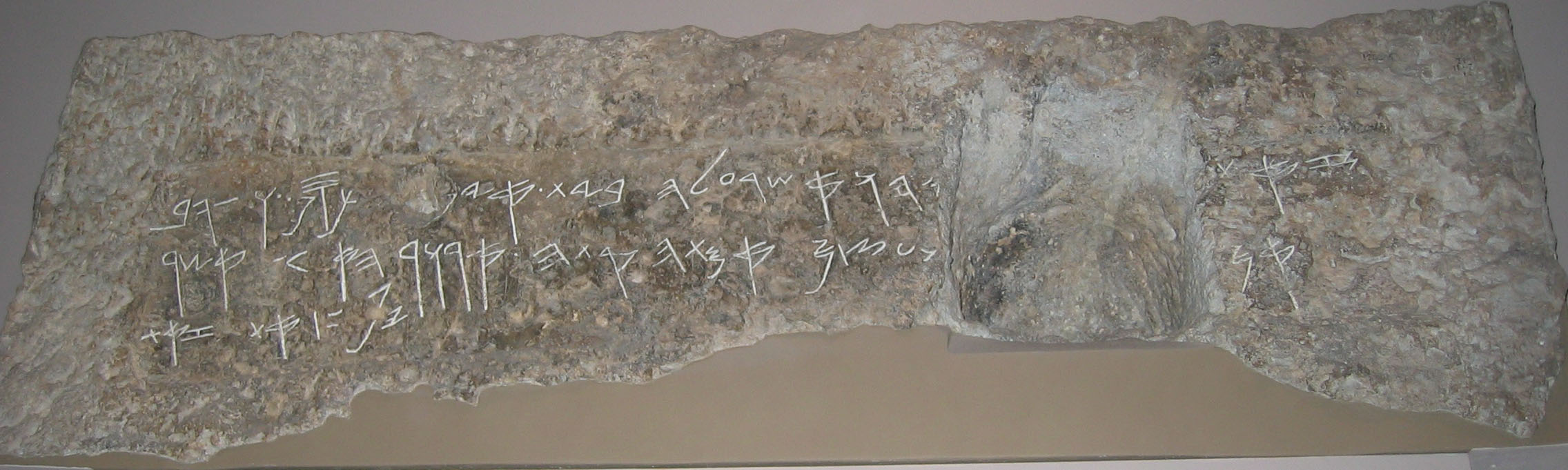
El dintel de Shebna, perteneciente a la tumba de un servidor real.Siloé,

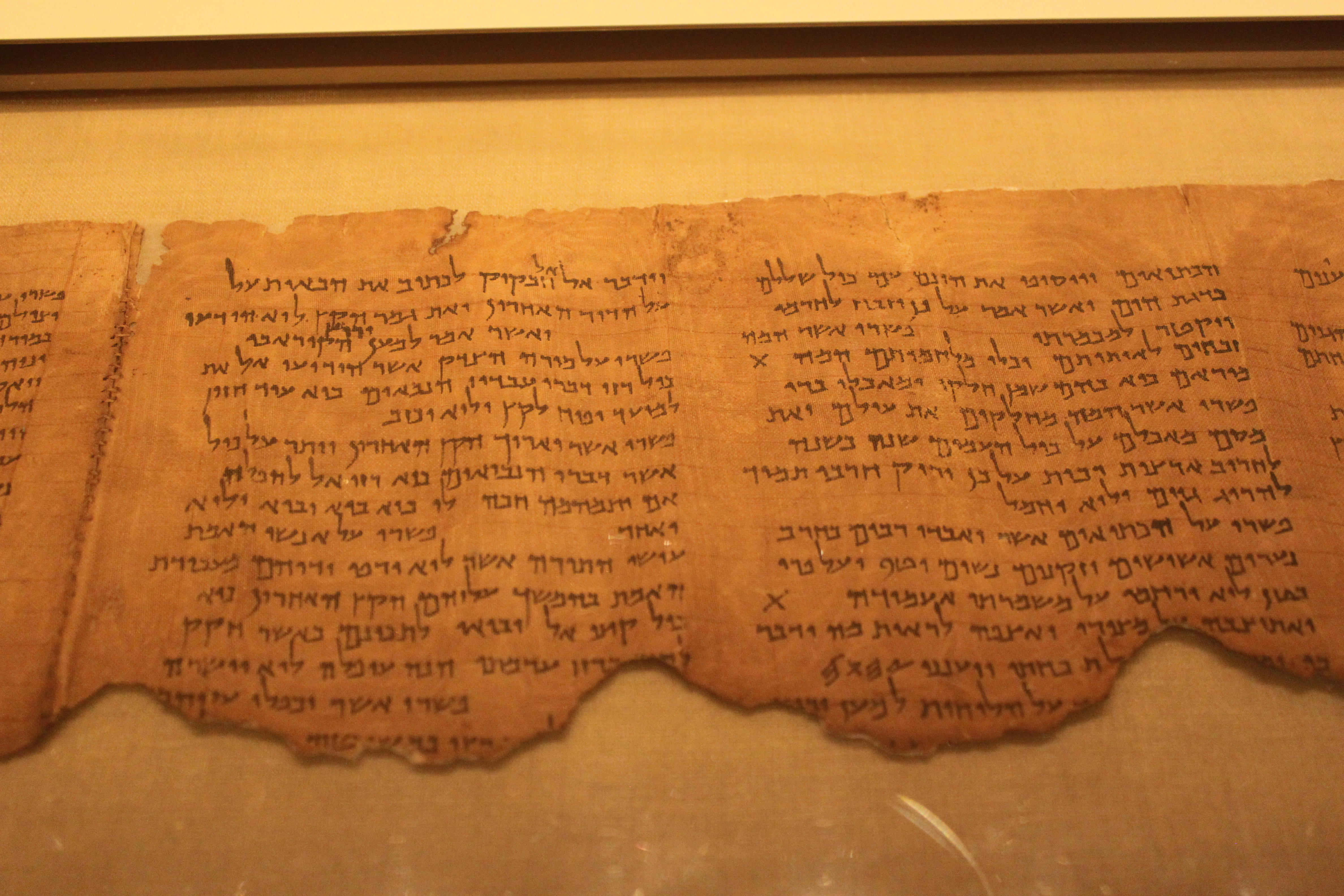
Rollo del Mar Muerto: Profecía de Habacuc, Qumran, c. 75 a. C.

El hebreo es una lengua con treinta y tres siglos de historia escrita. La tradición hebraica remonta sus raíces a la Torá y la época de Moisés. En un período de tamaña extensión, la lengua ha sufrido diversos procesos de cambio lingüístico, existiendo diferencias entre el hebreo antiguo y el hebreo moderno: ambas lenguas están emparentadas, si bien a veces difieren en pronunciación, gramática y léxico.

### Clasificaciones según etapas históricas
Considerando los períodos en que la lengua hebrea se usa y desarrolla, se establece una diferencia entre el antiguo hebreo hablado, el hebreo de la Antigüedad, y el hebreo moderno, la forma de lengua usada tras su renacimiento en los tiempos modernos. En muchas cuestiones las dos formas difieren notablemente, en particular el hebreo moderno, que cuenta con numerosos préstamos de otras lenguas, lo que propicia que los israelíes sean muy tolerantes con los acentos extranjeros. Este hebreo moderno se basa en unas reglas gramaticales relativamente sencillas, resultando un idioma sencillo de aprender.
Existe una clasificación adicional que establece una distinción entre los tres períodos históricos de mayor importancia para el idioma hebreo premoderno:
- Hebreo antiguo
  - Hebreo bíblico o clásico.[9]
  - Hebreo mishnaico.[10]
- Hebreo medieval.[11]
- Hebreo moderno

### Hebreo antiguo

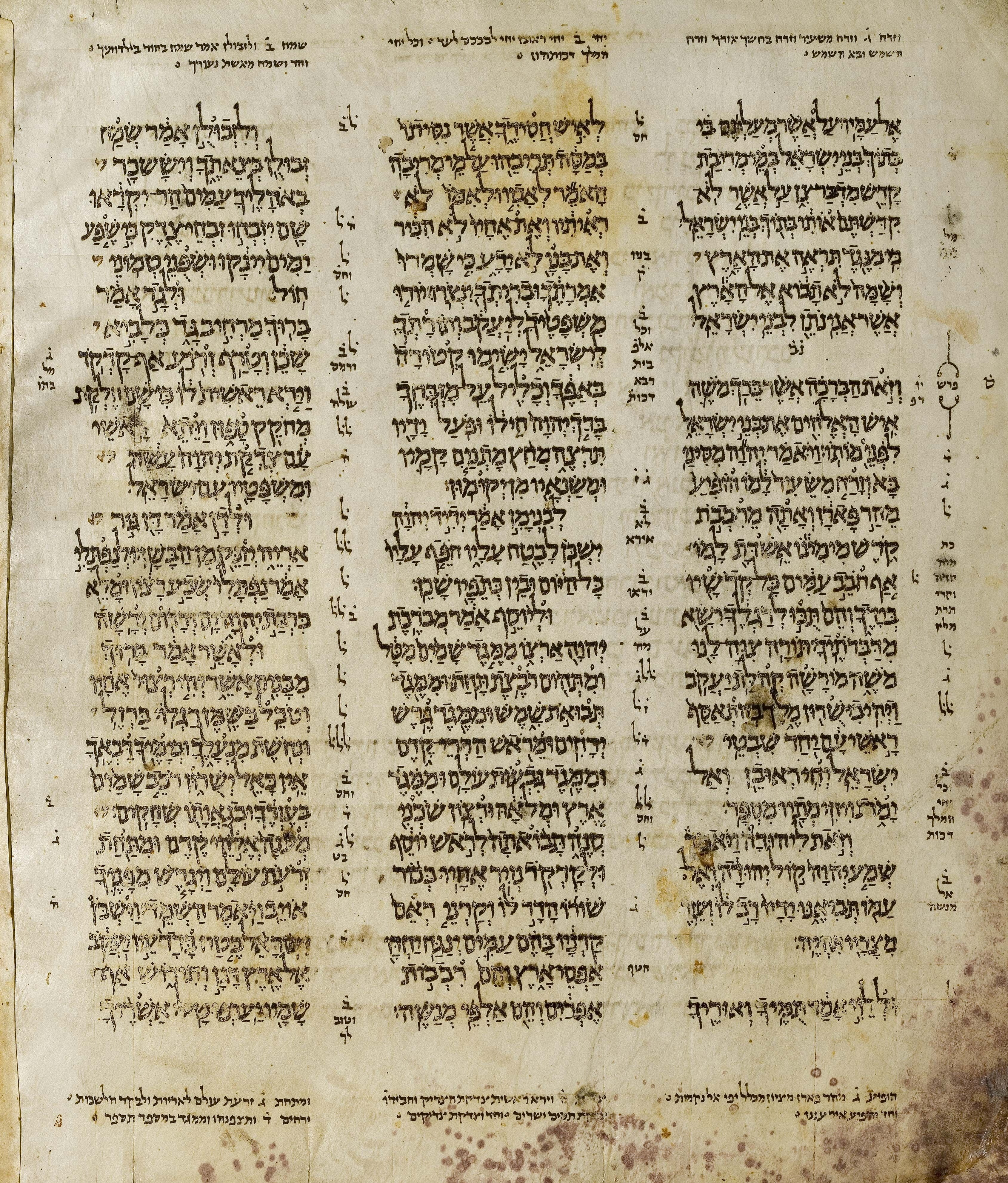
Codex Aleppo

En la estela de Tel Dan, escrita en hebreo a mediados del siglo VIII a. C., conmemora las victorias del rey sirio Hazael sobre Joram, hijo de Acab, rey de Israel, y sobre Ocozías hijo de Joram rey de Judá, de la dinastía de David. Es la mención escrita más antigua respecto a esta dinastía. Dado que el hebreo antiguo fue usado durante un lapso de casi catorce siglos en ese período la lengua sufrió cambios por lo que el hebreo más antiguo difiere en ciertos aspectos del hebreo más tardío, una periodificación aproximada del antiguo hebreo es la siguiente:
- Hebreo bíblico arcaico, del siglo X a. C. al siglo VI a. C. correspondiendo con el período monárquico hasta el exilio en Babilonia.
- Hebreo bíblico tardío, del siglo V a. C. al siglo III a. C. que corresponde con la dominación persa.
- Hebreo de los rollos del Mar Muerto, testimoniado entre los siglos III a. C. y el siglo I correspondiendo con el período helenístico y romano anterior a la destrucción del templo de Jerusalén. Es el estadio de la lengua usada en los manuscritos del Mar Muerto (Qumrán).
- Hebreo de la Mishná, testimoniado entre los siglos I y III-IV.

El hebreo dejó de hablarse alrededor del siglo IV, aunque siguió utilizándose en la literatura y, sobre todo, en la liturgia y con propósitos académicos. En Palestina fue sustituido como lengua hablada principalmente por el arameo. En cuanto a la diáspora judía, sus lenguas comunes han sido históricamente sobre todo dos: el yídish entre los judíos llamados asquenazíes (centro y este de Europa) y el ladino o judeoespañol entre los llamados sefardíes, procedentes de la península ibérica.

### Hebreo moderno
La resucitación del hebreo como lengua moderna se inicia con los esfuerzos de Eliezer Ben-Yehuda, un sionista de la Rusia zarista en sus inicios, que se unió al Movimiento Nacional Judío, germen del Movimiento Sionista, y emigró en 1881 a la Palestina otomana. Motivado por los ideales de renovación y rechazo del estilo de vida judío de la diáspora que lo rodeaban, Ben-Yehuda se dedica a desarrollar una nueva lengua que los israelíes pudieran utilizar para la comunicación diaria.
Aunque al principio su trabajo fue despreciado, la necesidad de una lengua común comenzó a ser entendida por muchos. Pronto se formaría el Comité de la Lengua Hebrea. Más tarde se convertiría en la Academia de la Lengua Hebrea, una organización que existe hoy en día. Los resultados de su trabajo y del comité se publicaron en un diccionario (La Kompleta Vortaro de la Hebrea Antikva kaj Moderna). La obra de Ben-Yehuda encontró finalmente un terreno fértil y para principios del siglo XX, el hebreo se estaba convirtiendo en el idioma principal de las poblaciones judías, tanto en los territorios de la palestina turca como en el movimiento sionista en la diáspora.
Como, en un principio, la mayoría de hablantes de hebreo moderno tenían antepasados europeos, y durante siglos el hebreo fue una lengua de uso litúrgico y académico, y era una lengua muerta de tipo litúrgico, el renacimiento del hebreo como lengua materna de una comunidad fue acompañado de una notable influencia de tipo sustrato de las lenguas europeas, perdiéndose las faringales y algunas fricativas.
Sin embargo, tras las olas de refugiados judíos, expulsados de los países árabes a partir de 1948, en números que igualaron y, con el tiempo, sus descendientes, superaron en número a los de origen europeo, se ha restablecido, en cierta medida, la pronunciación tradicional. También en gramática el uso de la lengua como lengua vehicular en Israel ha hecho surgir nuevos usos no presentes en el hebreo bíblico.

### Fuentes

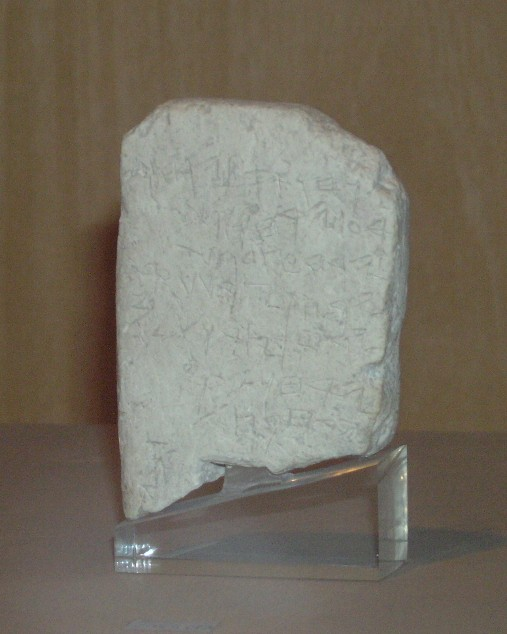
Calendario agrícola de Gézer, con caracteres hebreos arcaicos, Museo de Israel.

### Aspectos dialectales históricos
El hebreo antiguo no era una lengua completamente homogénea. Es bien conocido que había diferencias dialectales entre los israelitas. Jueces 12:5-6 recoge que los fugitivos efraimitas eran incapaces de decir "*shibboleth" y en cambio decían "sibboleth" y por eso delataban su origen a sus enemigos galaaditas.
La Biblia hebrea fue transmitida por la gente en Judá, pero restos de otro dialecto -presumiblemente septentrional- han sido preservados en la Biblia. El cántico de Débora (Jueces 5), que parece ser de origen septentrional, usa el masculino plural acabado en -în en el v.10 y la partícula relativa sa- en el v.7, donde el dialecto de Judá habría usado -îm y aser, respectivamente.
Hubo otras diferencias entre el hebreo del norte y del sur, como en la segunda persona del singular femenino del pronombre y en el sufijo pronominal. Un relato como el de II Reyes (en el que el profeta del norte Elisha aparece) ha retenido también algo de su dialecto septentrional. Luego, algunas inscripciones septentrionales muestran diferencias dialectales. Por ejemplo, la palabra de la Biblia hebrea para casa es bayit, pero las inscripciones norteñas tienen bt, que refleja probablemente una pronunciación [bet], y "año" es st en contraste con el sureño snh. El libro de Oseas contiene muchas dificultades lingüísticas y textuales, y algunas de ellas pueden quizá ser explicadas como resultado del dialecto norteño del profeta.

### Evolución histórica

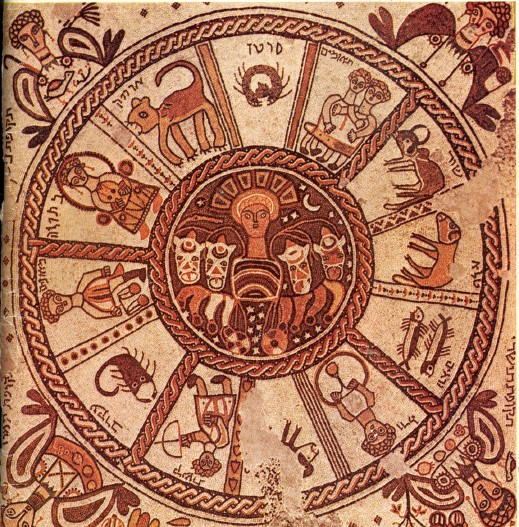
Arte judío. Marianos y Janina, Mosaico bizantino de la Sinagoga Beit Alfa,. La composición incorpora los doce motivos del zodíaco por ser coincidentes con los doce meses del calendario hebreo. La presencia del motivo central del sol tiene aquí una justificación de orden astronómico (y no religioso). Las cuatro figuras de las esquinas representan los cuatro hitos del año, solsticios y equinoccios, nombrados en hebreo según el mes en que cada uno de ellos ocurre: Tishrei, [Tevet], Ni[san] y Tamuz. Kibutz Beit Alfa, Israel.

El hebreo cambió con el paso del tiempo. La lengua del libro de las Crónicas, por ejemplo, es diferente del de Reyes. El arameo se convirtió en la lengua dominante en la región Siro-Palestina e influyó al hebreo y, finalmente, lo desplazó en algunas áreas. Nehemías 13.24 se queja de que algunos niños de matrimonios mixtos ya no podrían hablar la lengua de Judá sino que hablaban "la lengua de Ashdod". Es posible que esto se refiera no a un vestigio de la lengua filistea (aunque esto es algo que no debe ser descartado) sino al arameo.
La lengua del Eclesiastés difiere marcadamente de la de los textos del preexilio, y las peculiaridades lingüísticas del Cantar de los Cantares son con frecuencia atribuidas a una fecha tardía. Alguna gente, sin embargo, podría todavía escribir en el estilo primitivo, como se puede ver en el juicio de Jesús ben Sirá, escrito alrededor del 180 a. C. y en el parcial escrito de Qumrán. Con todo, tales ensayos de composición en hebreo clásico fueron intentos de arcaización. El prólogo a la traducción griega de Sirach también contiene el uso primitivo del término hebreo para la lengua del antiguo Israel.
La escritura rabínica de los primeros siglos de la era común usa una forma del hebreo que es usualmente conocida como hebreo misnaico (de la colección de tratados legales conocida como Misná, de ca. 200). Fue entonces generalmente creído que esta lengua nunca había sido usada por la gente común sino que fue una lengua erudita creada bajo la influencia del arameo. Ahora es generalmente reconocido que los rabís no confeccionaron una lengua erudita sino que usaron una forma del hebreo que se desarrolló en los últimos siglos a. C. Esta conclusión emerge desde un estudio de la naturaleza de la lengua y de las referencias en los textos rabínicos hasta su uso por la gente ordinaria, y este uso vernáculo sin duda deja entrever su presencia en el trasfondo de los rollos Copper de Qumrán y en algunas cartas de la Segunda Revuelta Judía (132-135).
Aunque el hebreo se usó en Judá en el primer siglo como vernáculo, también se hablaron el arameo y el griego, y hay evidencias de que el arameo fue dominante al norte de Galilea. Jesús vino de Galilea y, probablemente, habló arameo. Algunas de sus palabras citadas en los Evangelios están en arameo, aunque algunas (tales como "*abba" y "ephphatta") puedan ser tanto hebreo como arameo. No es improbable que también hablase hebreo, especialmente en sus visitas a Judea. Algunos estudios (ver enlaces externos) indican que lo más probable es que Jesús hablara hebreo con "acento de Galilea".
Varios versículos en el Nuevo Testamento parecen, a primera vista, referirse a la lengua hebrea, y la palabra griega traducida como Hebreo (hebraisti) se refiere a esa lengua en Apocalipsis 9,11; 10,16. Pero también se usan del arameo palabras tales como Gabbatha en Golgotha en Juan 19,13-17 y ello, probablemente, denota una lengua semítica (distinta del griego) hablada por los judíos, incluyendo tanto al hebreo como al arameo, más que referirse al hebreo en distinción del arameo. Igualmente, la expresión aramea Akeldema se dice en Hechos 1.19 en "su lengua", o sea, la lengua de la gente de Jerusalén.
Algún tiempo después de la Segunda Revuelta Judía, el hebreo murió como lengua vernácula en Palestina, probablemente a finales del siglo II o III. Sin embargo, siguió siendo usada por los judíos como una lengua religiosa, erudita y literaria, y también es hablado en ciertas circunstancias. Fue revivida como vernácula solo a finales del siglo XIX, y hoy es la lengua viva del Estado de Israel.

## Escritura

El alfabeto hebreo interpretado a la luz de la estrella de David.

La lengua hebrea se escribe de derecha a izquierda con un alfabeto de veintidós letras. Originalmente, denotaban solo consonantes, pero la V ו, Y י y la H ה también se usan para representar ciertas vocales largas y vocales al final de palabra (V = /u/; Y = /i/; H = /a/, /o/ y /e/; V e Y fueron usadas más tarde para /o/ y /e/, respectivamente) hasta, al menos, el siglo X a. C. y V é Y en el interior de palabra hasta el siglo IX. Estas consonantes auxiliares, escritas para denotar vocales, se emplean también en otras lenguas semíticas, y se denominan nikud (puntos).
En los textos procedentes de Qumrán y en escritos tardíos, las letras se usaron con más profusión para representar las vocales. El sistema completo de representación de vocales, añadiendo puntos a las consonantes, se desarrolló mucho más tarde, entre los siglos V y X.
El actual sistema de vocalización reproduce, entonces, la pronunciación corriente de unos mil años después del final del periodo bíblico, aunque sin duda está basado en las primeras tradiciones de lectura de la Biblia.

## Fonología
Esta sección hace una descripción del hebreo moderno, que difiere en un cierto número de aspectos del hebreo antiguo o bíblico. En la pronunciación el hebreo moderno presenta una reducción del número de consonantes.

### Vocales
El inventario vocálico del hebreo moderno es:
|         | Anterior | Central | Posterior |
| ------- | -------- | ------- | --------- |
| Cerrada | i        |         | u         |
| Media   | e        |         | o         |
| Abierta |          | a       |           |
Este inventario difiere notablemente del hebreo antiguo, que constaba de más elementos.

### Consonantes
El inventario consonántico del hebreo moderno viene dado por:
|                 | Labial | Coronal | Palatal | Velar | Uvular | Glotal |
| --------------- | ------ | ------- | ------- | ----- | ------ | ------ |
| Oclusiva simple | p, b   | t, d    |         | k, g  |        | ʔ      |
| Africada simple |        | ʦ       |         |       |        |        |
| Fricativa       | f, v   | s, z; ʃ |         |       | χ, ʁ   | h      |
| Aproximante     |        | l       | j       |       |        |        |
| Nasal           | m      | n       |         |       |        |        |

### Consonantes antiguas
El hebreo bíblico incluía sonidos que se han perdido en el hebreo moderno. Algunas de las consonantes semíticas originales eran:
- ʻÁyin (ע): originalmente una consonante faríngea sonora (ʕ), similar al sonido árabe `ʿayn (ع). En hebreo moderno suele pronunciarse como una vocal muda o como una simple pausa glotal.[18]
- Ḥet (ח): antiguamente una fricativa faríngea sorda (ħ), aunque hoy se realiza como una fricativa uvular sorda (χ).[19]
- Qof (ק): antes una oclusiva uvular sorda (q), ahora fusionada con la kaf (כ) como k en la mayoría de dialectos modernos.[20]
- Ghimel con dagueš (גּ): en ciertos contextos históricos se cree que representaba una fricativa velar sonora (ɣ).[21]
- Tet (ט): originalmente tenía un timbre enfático o faringealizado, posiblemente cercano a tˤ, similar al árabe ṭāʼ (ط).[22]
- Tsade (צ): pronunciado con énfasis, como una africada alveolar enfática t͡sˤ.[23]

Estas distinciones aún se conservan en algunas lecturas litúrgicas tradicionales y en los acentos de comunidades sefardíes, yemenitas y mizrajíes.

## Gramática

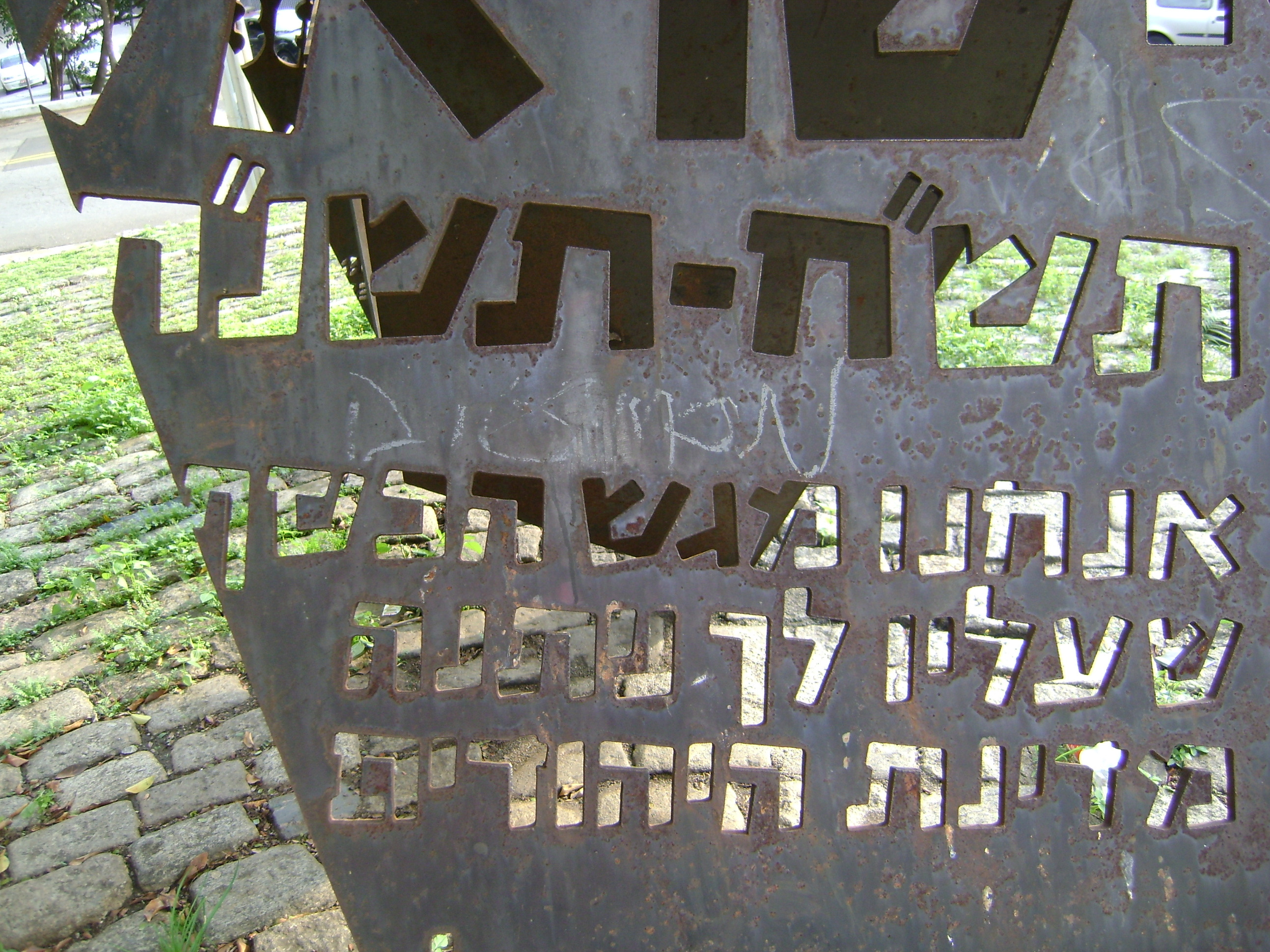
Monumento con escritura en hebreo en el barrio Higienópolis de São Paulo.

En la gramática presenta un acercamiento a la sintaxis de las lenguas europeas, así como una importante cantidad de préstamos léxicos procedentes de dichas lenguas.
Desde el punto de vista tipológico el hebreo es una lengua sintética con un alto grado de fusión. En cuanto al orden básico, el hebreo tiene SVO y usa preposiciones, con tendencia a ser núcleo inicial. Además, tiene alineamiento morfosintáctico de tipo nominativo-acusativo.

## Hebreo y español

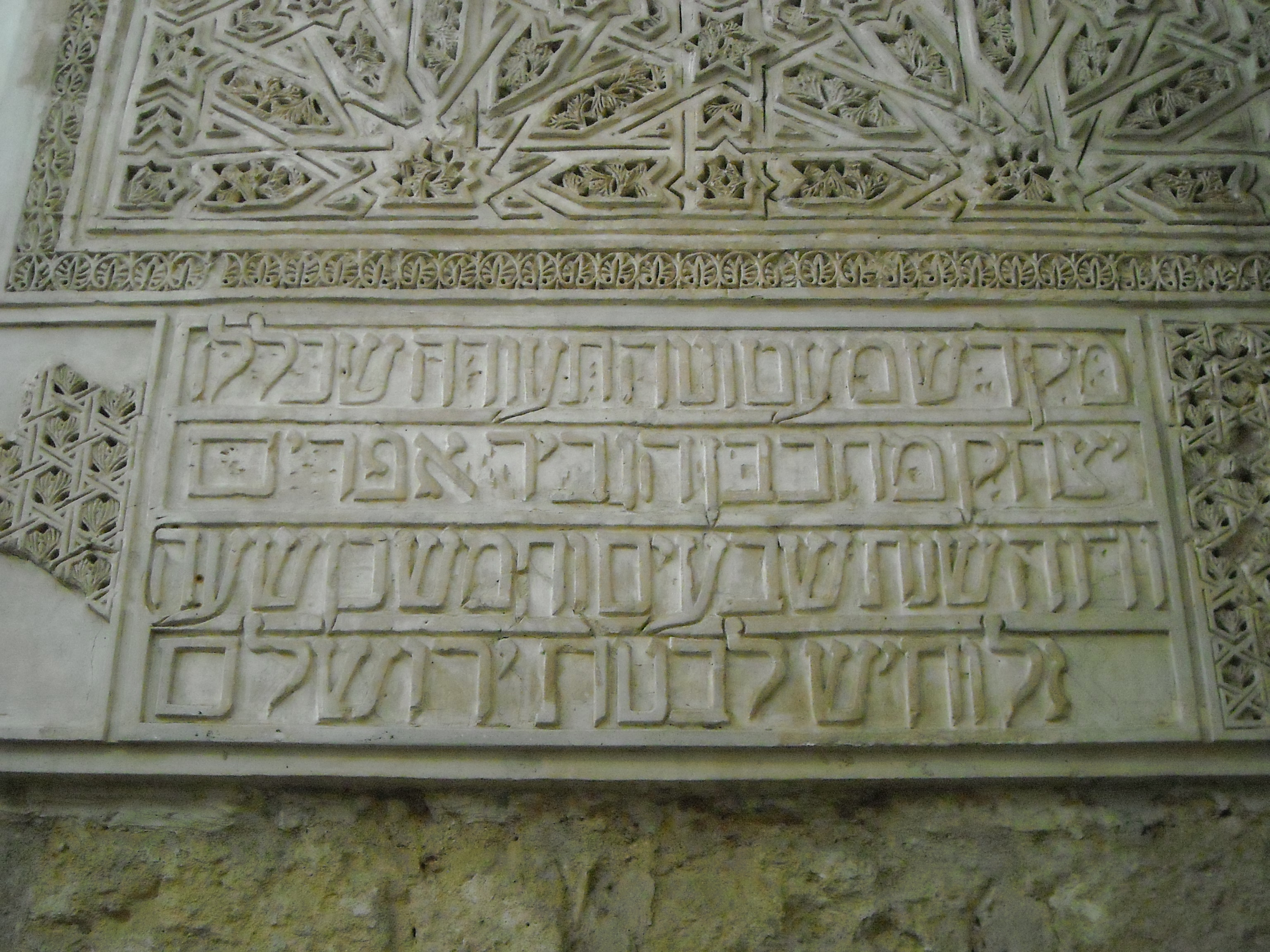
Inscripción hebrea en la sinagoga de Córdoba, cultura sefardí,.

Las coincidencias entre el español y el hebreo antiguo son escasas, mientras que las existentes entre el español y el hebreo moderno son más numerosas. La razón de esto es que la lengua antigua tenía una exigua influencia de las lenguas origen del español, el latín y el griego, mientras que el hebreo moderno ha adoptado numerosos préstamos de ambos idiomas. Además, la adopción por el Estado de Israel de la norma de pronunciación sefardí (frente a la asquenazí) supuso que la pronunciación moderna del hebreo sea casi igual a la de los judíos expulsados de España en 1492, y naturalmente próxima a la del español. Un ejemplo de ambas similitudes serían los nombres hebreos de numerosas ciencias: ביולוגיה (byológuia), גאוגרפיה (gueográfia), היסטוריה (historia), etc.
Entre las coincidencias está la presencia de dos géneros gramaticales (masculino y femenino) así como la relativa libertad del orden sintáctico en las frases. El orden SVO y el uso de preposiciones, así como una morfología nominal más o menos sencilla junto a una morfología verbal más compleja y de tipo fusionante.
Entre las diferencias entre el hebreo antiguo (junto con otras lenguas semíticas) y el español están la presencia en el primero de las consonantes guturales ʕayin y het; las consonantes enfáticas tet, tsadik y kuf (tipos de /t/, /s/ y /k/); la sibilante sin (probablemente, la misma que hay en dialectos sur-arábigos modernos) junto con samej (/s/) y sin (/s/). En el hebreo moderno, sin embargo, tales consonantes se pronuncian con sonidos exactamente iguales que en el español:
- ʕayin no se pronuncia
- het como j /x/
- tet como t /t/
- tsadik como ts /ts/
- kuf como 'c, q /k/
- sin como s /s/
- samej como s /s/
Otras diferencias son el uso de la forma dual para ciertas formas de algunos nombres que aparecen en parejas (ej. ojos, orejas, pies); el hecho de que muchas palabras deriven de raíces de tres consonantes; y un sistema verbal en el que el uso de ciertas vocales y consonantes denota diferencias en el significado (ej. katab "él escribió"; niktab "eso fue escrito"; hiktîb "él hizo escribir") y en el que hay dos formas, las llamadas perfecto e imperfecto, que fueron usadas en los últimos tiempos para denotar el pasado y el futuro, pero que habían sido empleadas en los primeros tiempos de forma que todavía se debate.
Las escasas similitudes semánticas entre ambas lenguas se deben, además de la influencia latina y griega sobre el hebreo moderno, a la influencia del árabe sobre el español, que introdujo palabras semíticas similares en algunos casos al hebreo: לימון limón (limón). Existen además préstamos directos del hebreo bíblico al español, como 'aleluya', 'amén' o 'mesías', así como gran cantidad de nombres de pila como Juan, José, María, Jesús, Ana, Manuel, Santiago, etc.